# 데미르카피야

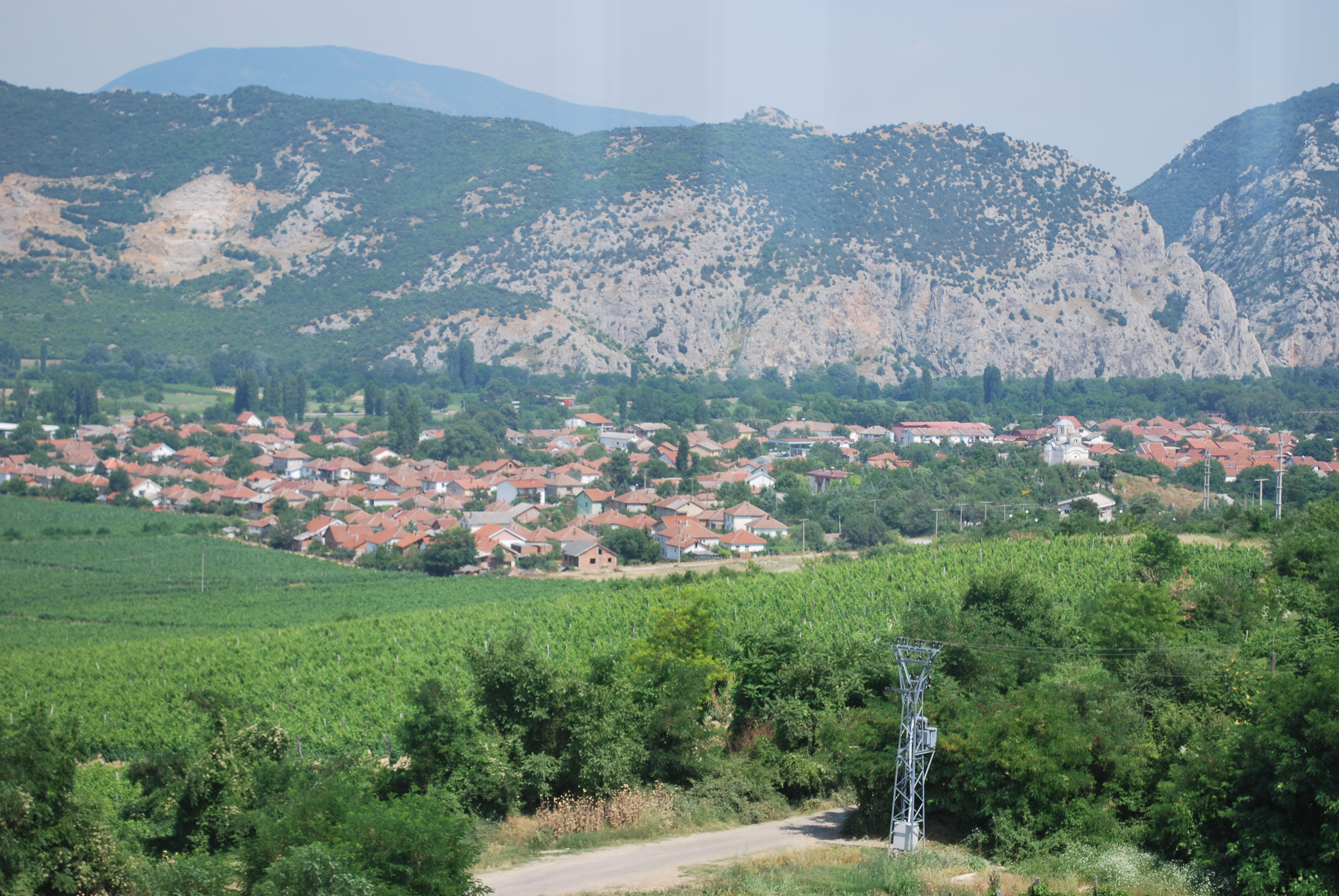
데미르카피야

데미르카피야(마케도니아어: Демир Капија)는 마케도니아 공화국 남부에 위치한 도시로 면적은 312km2, 인구는 4,545명(2002년 기준)이다.

시기
시 문장